# Cornelis Petrus Tiele

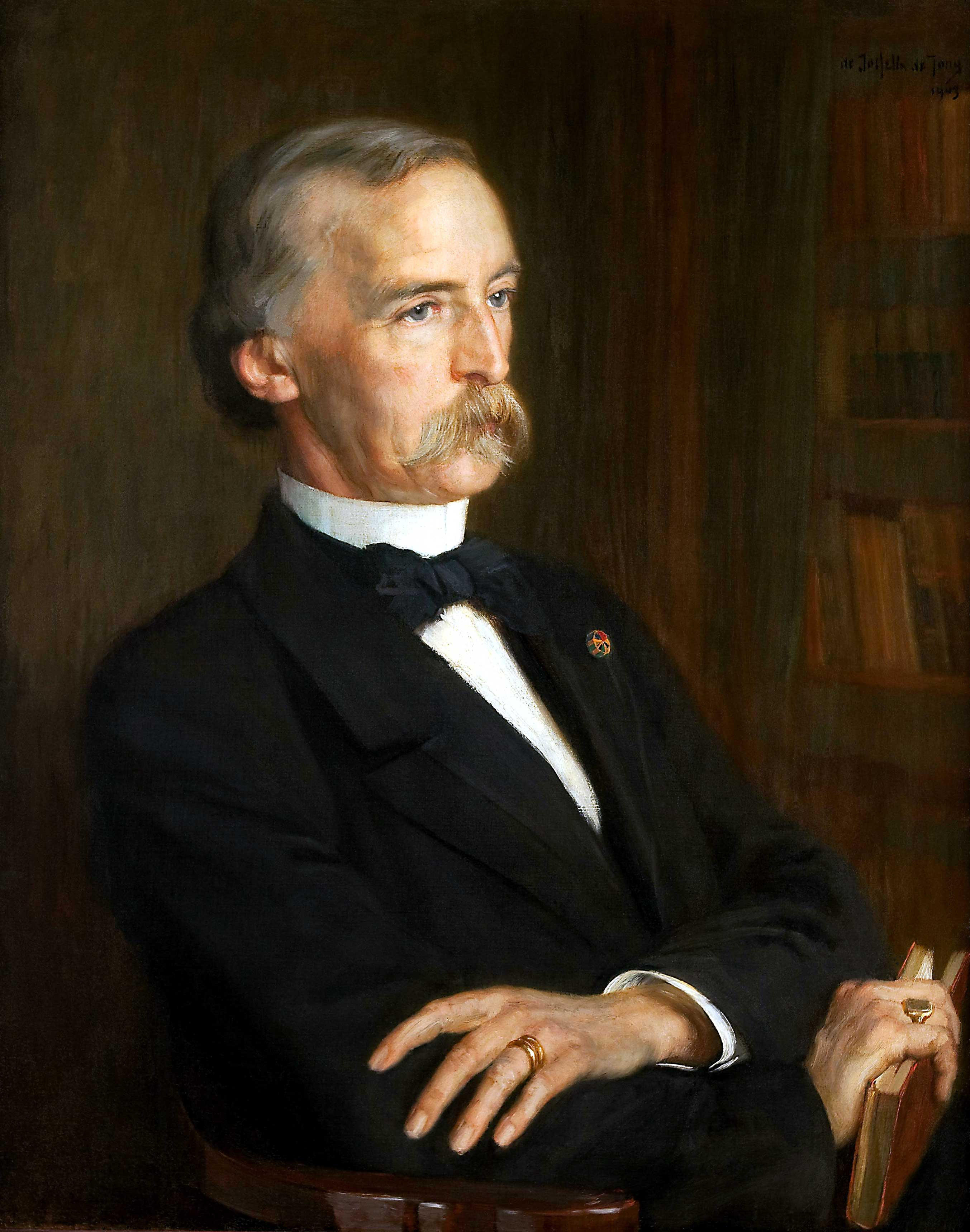
Cornelis Petrus Tiele

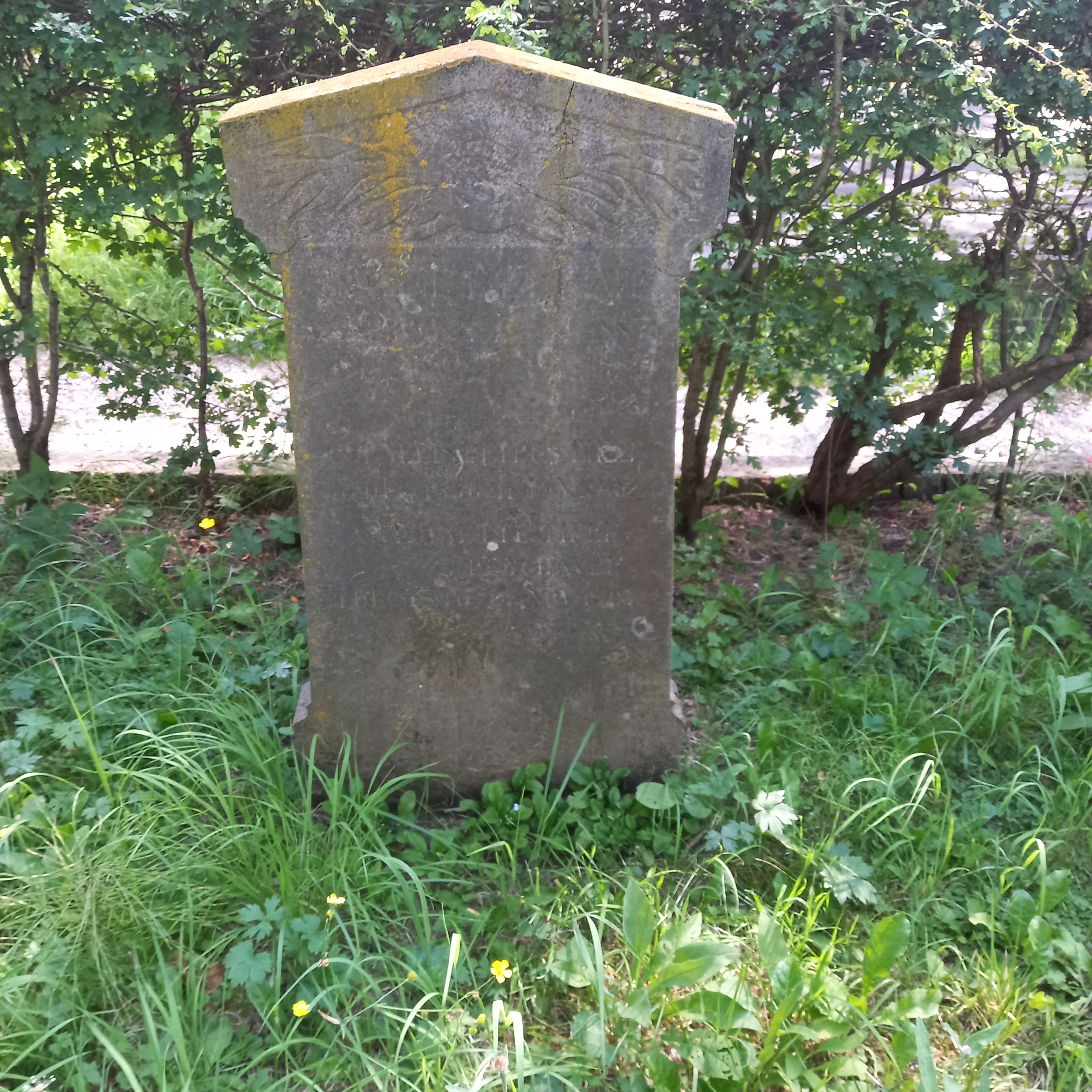
Das Grab von Cornelis Petrus Tiele auf dem Friedhof Groenesteeg in Leiden

Cornelis Petrus Tiele (* 16. Dezember 1830 in Leiden; † 11. Januar 1902 ebenda) war ein niederländischer reformierter Theologe, Kirchenhistoriker, Orientalist und theologischer Philosoph.

## Leben
Cornelis Petrus war der zweite Sohn des Buchhändlers und Buchdruckers Cornelius Tiele (1794–1847) und dessen Frau Maria Johanna van Kampen (1809–1846). Er hatte die Schule und das Gymnasium in Leiden besucht. Im Oktober 1848 wurde er Student am Remonstrantenseminar des Athenaeum Illustre Amsterdam. 1853 wurde er Pfarrer in Moordrecht und 1856 Pfarrer in Rotterdam. Durch vielfältige Betätigungen literarischen Inhalts erwarb er sich während jener Zeit viel Ansehen. So erhielt er 1872 die Ehrendoktorwürde der Theologie der Universität Leiden und wurde im Januar 1873 an das Remonstrantenseminar in Leiden als Professor der Religionsgeschichte und Homiletik berufen. Diese Aufgabe übernahm er am 13. Februar 1873 mit der Antrittsrede De plaats van de godesdiensten der natuurvolken in die godsdienstgeschiedenis.
Am 10. September 1877 wurde er Professor der Religionsgeschichte an der Universität Leiden, welche Aufgabe er am 10. Oktober 1877 mit der Rede De vrucht der Assyriologie voor de verglijk. Gesch. d. godsdiensten übernahm. Zudem übertrug man ihm am 29. Mai 1881 den Lehrstuhl der Geschichte der Lehre über Gott und am 16. Februar 1891 wurde er Professor der theologischen Philosophie. In seiner Eigenschaft als Leidener Hochschullehrer beteiligte er sich auch an den organisatorischen Aufgaben der Hochschule und war 1892/93 Rektor der Alma Mater. Am 6. April 1901 wurde er aus seiner Professur emeritiert und verabschiedete sich am 16. September 1901 in den Ruhestand.
Tiele war auch als Dichter in Erscheinung getreten, wobei er unter dem Pseudonym Dr. Pronius: Augustus Borneman und die seinen veröffentlichte. Bekannt wurde er vor allem durch seine vergleichenden Arbeiten zur Kirchengeschichte von Ägypten und Mesopotamien. Er war an der Seite von Abraham Kuenen und Johannes Henricus Scholten ein moderner Vertreter der niederländischen Theologie seiner Zeit. Er war Mitglied vieler in- und ausländischen Gelehrtengesellschaften. So wurde er am 16. Mai 1882 Mitglied der Königlich Niederländischen Akademie der Wissenschaften, er war Ehrenmitglied der Bibl Archaeology in London, Ehrenmitglied der Bibl. Literature in Amerika, korrespondierendes Mitglied der Royal Asiatic Society in London, korrespondierendes Mitglied der American Oriental Society, assoziiertes Mitglied der Académie royale des Sciences, des Lettres et des Beaux-Arts de Belgique, Mitglied der American Philosophical Society in Philadelphia und 1896 Grifford-Lektor an der University of Edinburgh.
Zudem wurden ihm im Laufe seines Lebens viele Auszeichnungen zuteil. 1888 erhielt er die Ehrendoktorwürde der Philosophie der Universität Bologna und 1899 die Ehrendoktorwürde der Universität Dublin. Er wurde Kommandeur des Ordens von Oranien-Nassau, Offizier des Ordens der Eichenkrone, Ritter des Ordens vom niederländischen Löwen und Offizier des Leopoldsordens von Belgien.
Tiele war zweimal verheiratet. Seine erste Ehe schloss er 1853 mit Johanna Maria Henriëtta Backer (1831–17. August 1885 in Leiden), die Tochter des Meinhardus Backer und der Henrietta Johanna Mouwe. Seine zweite Ehe schloss er am 28. August 1890 in Haastrecht mit Antoinetta Sophia Ruychaver (1840–1907). Die Ehen blieben kinderlos.

## Werke (Auswahl)
- Een eerste roman. Haarlem 1852
- Specimen theol. cont. annotationem in locos nonnullos Evangelii Joannei, ad vindicandam huius Evangelii authentiam. Amsterdam 1853
- Het Evangelie van Joannes, beschouwd als bron voor het leven van Jezus. Amsterdam 1855
- Het onderwijs in de godsdienstgeschiedenis aan de Leidsche Hoogschool. In: De Grids. 1860
- De godsdienst van Zarathustra bij de oud – Perzische volken. Haarlem 1863
- De gelijkenis van het vaderhuis, practisch toegelicht. Rotterdam 1864
- Theologie en godsdienstwetenschap. In: De Gids. 1866
- Godsdienstwetenschap en theologie. In: Theolog. Tijdschrift. 1867
- De godsdienst der liefde. Amsterdam 1868
- Vergelijkende geschiedenis der Egyptische en Mesopotamische godsdiensten. Amsterdam 1869–1872, französisch übersetzt von G. Collins Paris 1882, englisch von J. Ballingal, London 1882
- De plaats van de godesdiensten der natuurvolken in die godsdienstgeschiedenis. Amsterdam 1873
- Over de wetten der ontwikkeling van den godsdienst. In: Theolog. Tijdschrift. 1874
- Geschiedenis van de godsdiensten tot aan de heerschappij der wereldgodsdiensten. Amsterdam 1876; ins Deutsche übersetzt von F. W. T. Weber: C.P. Tiele's Kompendium der Religionsgeschichte, ein Handbuch zur Orientierung und zum Selbststudium. Prenzlau 1887; Nathan Söderblom, Breslau 1903 (Digitalisat) u. ö.; auch in Französisch, Englisch und vier weiteren Sprachen.
- De vrucht der Assyriologie voor de verglijkende Geschiedens der godsdiensten. Amsterdam 1877, deutsch von K. Friederici, Leipzig 1877
- Geschiedenis van den godsdienst in de oudheid tot op Alexander den Groote. 1893 und 1902, 2. Bde.
- Babylonisch-Assyrische Geschichte. In: Handbücher der alten Geschichte. I Ser. 4e Abth., Gotha 1886–88
- Inleiding tot de godsdienstwetenschap. Amsterdam 1897–99, 2 Bde., 1900 (Gifford-Vorlesungen gehalten an der Universität zu Edinburgh); auch in Englisch und Deutsch unter dem Titel Einleitung in die Religionswissenschaft. Gotha 1899–1901, 2 Bde. (Digitalisat beider Bände)
- Geschiedenis van den Godsdienst in de Oudheid. 1895–1902
- Hoofdtrekken de godsdienstwetenschap. Amsterdam 1901